# Elle (Індія)
«Elle» («Елль», з французької «Вона»)  — індійське видання всесвітнього журналу про стиль життя французького походження Elle.

## Історія
Першим номером індійського видання Elle став грудневий номер 1996 року. Журнал видається компанією Ogaan Publications Pvt. Ltd. Ogaan базується в Мумбаї та має офіси в Нью-Делі та Бангалорі.

## Редактори
Редакторами Elle India були наступні особи:
- Ніржа Шах
- Ноніта Калра
- Айшварія Субраманіум
- Супрія Дравід
- Камна Малік
- Айні Ахмеді (чинна)